# Feaci
I Feaci (in greco antico: Φαίᾱκες?, Phàiākes) erano un popolo di navigatori della mitologia greca, abitanti della terra di Scheria (in greco antico: Δρεπάνη?, Drepánē), di cultura diversa e, per alcuni aspetti, contrapposta a quella dei Greci.

## Odissea

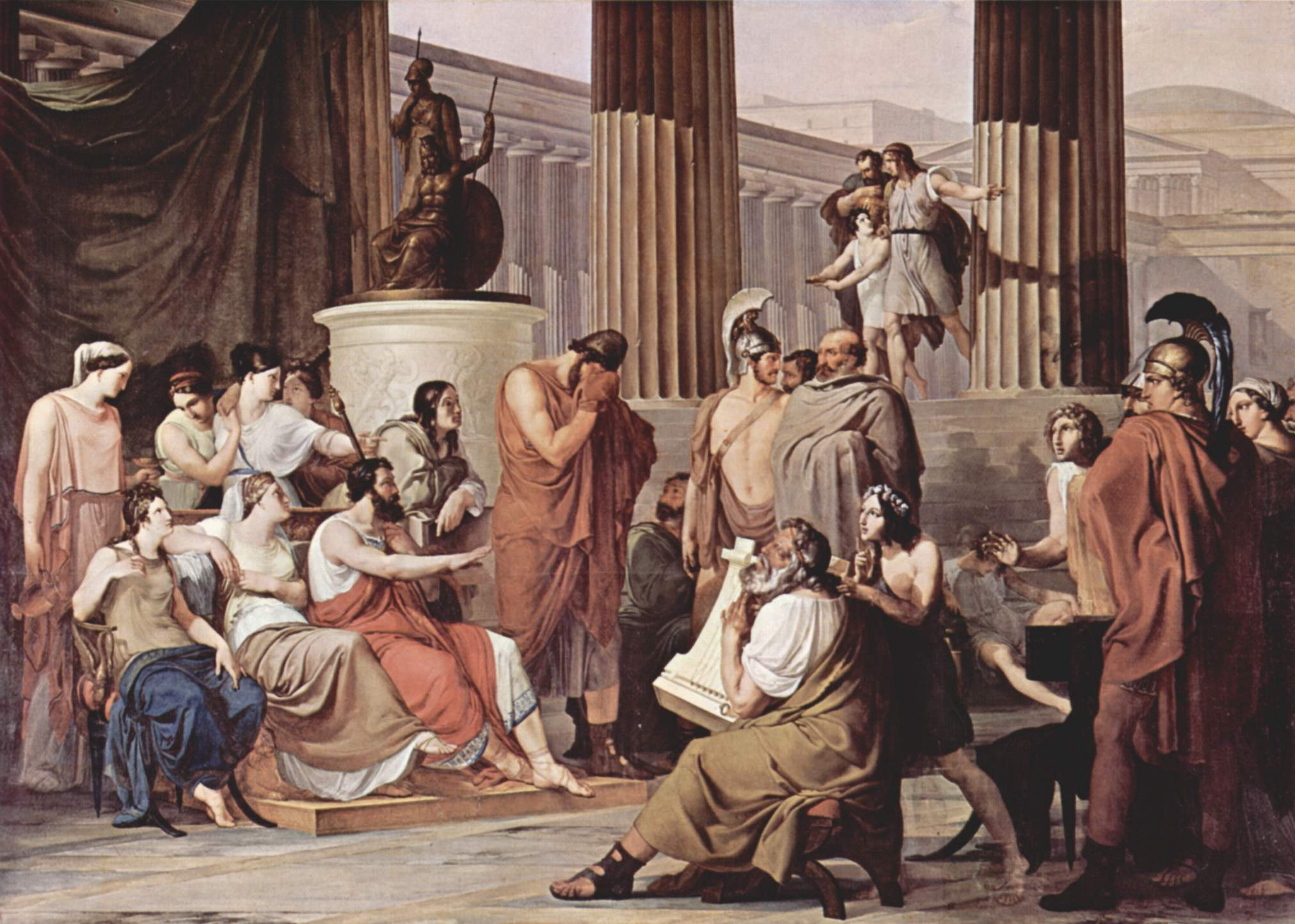
Ulisse alla corte di Alcinoo di Francesco Hayez.

Nell'Odissea di Omero, la narrazione sui Feaci si lega al sistema dei valori della ξενία (xenìa), quella che era la forma di ospitalità del mondo greco. Omero racconta di come accolsero benevolmente Odisseo, fornendogli la nave che lo avrebbe riportato in patria, pur sapendo che con questo gesto sarebbero incorsi nell'ira di Poseidone. Il loro re era Alcinoo, la cui moglie era Arete, una donna che avrà un ruolo importante nel determinare l'aiuto dato a Odisseo. Loro figlia era Nausicaa, la prima a imbattersi nell'eroe greco reduce dal naufragio e a offrirgli l'ospitalità.

## Ubicazione
Le narrazioni tradizionali tratteggiano i Feaci come un popolo che vive in un locus amoenus, in condizioni di felicità e prosperità, caratteri che rimarcano per contrapposizione le dure condizioni di vita a cui sono sottoposti i Greci.
Incerta è l'ubicazione che la tradizione letteraria greca assegna a questo popolo: accanto alla immaginaria Iperia, vi è la collocazione che li vorrebbe gli antichi abitanti di Corcira (l'odierna Corfù), accolta da Tucidide.
Strabone, nella sua Geografia, la colloca invece nel mezzo dell'Oceano Atlantico, al pari di Ogigia, l'isola della ninfa Calipso. Infine, lo scrittore Philippe Champault, nel suo libro Phéniciens et Grécs en Italie d'après l'Odyssée sostiene che "la terra dei Feaci, la loro città Scheria ed i Feaci stessi si identificano con l'isola d'Ischia e con quella colonia di Fenici ellenizzanti che vennero primi a stabilirsi in essa".
Armin Wolf, docente di Storia medievale presso l'università di Heidelberg e ricercatore presso il Max Planck Institute di Francoforte, sostiene che Ulisse, prima del suo imbarco per ritornare a Itaca, abbia attraversato via terra l'istmo calabrese e ritiene che la terra dei Feaci sia da identificare con l'attuale territorio compreso tra il golfo di Sant'Eufemia e quello di Squillace.
Altri individuano sempre il territorio calabrese, ma localizzano la terra dei Feaci nella punta meridionale della Calabria.
È altresì da menzionare l’ipotesi degli studiosi Samuel Butler (1835-1902), Pietro Sugameli (1845-1922), Vincenzo Barrabini (1896- 1980) e altri, secondo la quali la terra dei Feaci sarebbe da identificare con la Sicilia occidentale, e la città di Scheria sarebbe da riconoscere come l’antica città di Trapani, con la quale condividerebbe numerose caratteristiche geografiche e mitologiche, oltre che il nome Δρεπάνη (Drepanon, nome greco sia di Scheria che di Trapani). Tale ipotesi rientra nella ben più ampia Teoria dell’origine siciliana dell’Odissea (si veda il saggio di Sugameli del 1892 Origine trapanese dell'Odissea e la riedizione degli studi di Barrabini L’Odissea a Trapani).
Altri ancora identificano l'isola di Scheria con la Sardegna, in quanto anch'essa collocata nel mare occidentale, popolata da abili navigatori e con usanze simili a quelle di Scheria come la lotta tra i pugilatori (attestata dai bronzetti nuragici e dai "giganti" di Monte Prama) e il famoso ballo tondo, inoltre anche la Sardegna nuragica era probabilmente dominata da diversi sovrani.
Lo studioso Ciro Scotti (1883-1943) ha identificato invece Scheria con l'isola di Ischia (si confronti l'opera di Scotti datata 1908 Omero e l'isola d'Ischia).
Scheria è anche considerata una creazione fantastica da alcune fonti.